# Лерц (аэродром)
Аэродром Лерц (нем. Lärz), (ИКАО: EDAX) — военный аэродром, расположенный вблизи одноимённого города в земле Мекленбург-Передняя Померания Германия. Именуется также Рехлин-Лерц или Рехлин, в связи с расположенным рядом селом Рехлин. В настоящее время не используется.

## История
История аэродрома началась в 1916 году, когда на аэродроме разместились первые аэропланы Императорской армии.
Начиная с середины 1944 года на аэродроме проводились испытания новых реактивных самолётов Messerschmitt Me.262, Arado Ar 234 Blitz и Heinkel He 162 Volksjager. В строительных работах по расширению ВПП для новых типов самолётов использовался труд женщин из концлагеря Равенсбрюк.
Для прикрытия ставки немецкого командования с воздуха на аэродроме базировались самолёты Messerschmitt Me 262 и Focke-Wulf Fw 190 Würger.
2 мая 1945 года аэродром был взят советскими войсками и с 14 мая по конец июля 1945 года на нём стали базироваться управление и штаб 196-й штурмовой авиационной Жлобинской Краснознамённой дивизии на самолётах Ил-2 в составе:
- 189-й гвардейский штурмовой авиационный полк;
- 289-й штурмовой авиационный полк;
- 657-й штурмовой авиационный полк.

Начиная с августа 1949 года на аэродроме базируется 665-й истребительный Варшавский ордена Суворова авиационный полк (переименован 20.02.1949 г. из 165-го иап) 145-й Нежинской Краснознамённой ордена Суворова истребительной авиационной дивизии (до 20.02.1949 г. — 286-й иад) на самолётах Ла-7 и МиГ-15 — с 1950 года. В октябре 1952 года дивизия и полк убыли в состав 48-й воздушной армии Одесского военного округа.
Ему на замену прибыли три полка 123-й истребительной авиационной дивизии из 48-й воздушной армии Одесского военного округа на самолётах МиГ-15бис:
- 417-й истребительный авиационный полк;
- 743-й истребительный авиационный полк[2];
- 965-й истребительный авиационный полк[2].

Пробыв до октября 1956 года на аэродроме полки убыли на другие аэродромы Хаапсалу (417-й истребительный авиационный полк) и Валга (743-й истребительный авиационный полк и 965-й истребительный авиационный полк).
С октября 1956 года на аэродроме располагались управление и штаб 125-й истребительной авиационной дивизии и 33-й истребительный авиационный полк на самолётах МиГ-15, МиГ-17 и МиГ-19. 1 июля 1960 года 33-й истребительный авиационный полк был передан в 16-ю гвардейскую истребительную Свирскую Краснознамённую авиационную дивизию и убыл на аэродром Витшток.
Ему на замену прибыл 19-й гвардейский истребительный авиационный полк, который вместе с дивизий передан в истребительно-бомбардировочную авиацию и получил наименование: 19-й гвардейский авиационный полк истребителей-бомбардировщиков. Дивизия переименована в 125-ю истребительно-бомбардировочную авиационную дивизию. Полк летал на самолётах: МиГ-17, затем с 1961 года на Су-7Б, с 1977 года — на МиГ-27 K/M/Д.
23 марта 1993 года полк и дивизия перебазированы в Россию.
Военный городок располагался в селе Рехлин. При строительстве городка 75 квартир были переданы бесплатно для немецкого населения.
В 1994 году аэродром был открыт для гражданского использования. ВПП была сокращена на 300 метров до 2080 метров, большая часть бывшей инфраструктуры снесена.
Северная часть аэродрома 30 апреля 2003 года была продана Консорциуму «Мюритц Аэропарк» для проведения Fusion Festival и строительства частных жилых домов и собственного авиационного ангара, причал для яхт и 18-луночное поле для гольфа. В 2011 году ВПП полностью отремонтирована, а рулёжные дорожки заасфальтированы.